# Ivan Peychès
 (février 2023).
La mise en forme du texte ne suit pas les recommandations de Wikipédia : il faut le « wikifier ».
Les points d'amélioration suivants sont les cas les plus fréquents. Le détail des points à revoir est peut-être précisé sur la page de discussion.
- Les titres sont pré-formatés par le logiciel. Ils ne sont ni en capitales, ni en gras.
- Le texte ne doit pas être écrit en capitales (les noms de famille non plus), ni en gras, ni en italique, ni en « petit »…
- Le gras n'est utilisé que pour surligner le titre de l'article dans l'introduction, une seule fois.
- L'italique est rarement utilisé : mots en langue étrangère, titres d'œuvres, noms de bateaux, etc.
- Les citations ne sont pas en italique mais en corps de texte normal. Elles sont entourées par des guillemets français : « et ».
- Les listes à puces sont à éviter, des paragraphes rédigés étant largement préférés. Les tableaux sont à réserver à la présentation de données structurées (résultats, etc.).
- Les appels de note de bas de page (petits chiffres en exposant, introduits par l'outil «  Source ») sont à placer entre la fin de phrase et le point final[comme ça].
- Les liens internes (vers d'autres articles de Wikipédia) sont à choisir avec parcimonie. Créez des liens vers des articles approfondissant le sujet. Les termes génériques sans rapport avec le sujet sont à éviter, ainsi que les répétitions de liens vers un même terme.
- Les liens externes sont à placer uniquement dans une section « Liens externes », à la fin de l'article. Ces liens sont à choisir avec parcimonie suivant les règles définies. Si un lien sert de source à l'article, son insertion dans le texte est à faire par les notes de bas de page.
- La présentation des références doit suivre les conventions bibliographiques. Il est recommandé d'utiliser les modèles {{Ouvrage}}, {{Chapitre}}, {{Article}}, {{Lien web}} et/ou {{Bibliographie}}. Le mode d'édition visuel peut mettre en forme automatiquement les références.
- Insérer une infobox (cadre d'informations à droite) n'est pas obligatoire pour parachever la mise en page.

Pour une aide détaillée, merci de consulter Aide:Wikification.
Si vous pensez que ces points ont été résolus, vous pouvez retirer ce bandeau et améliorer la mise en forme d'un autre article.
 (mai 2022).
Si vous disposez d'ouvrages ou d'articles de référence ou si vous connaissez des sites web de qualité traitant du thème abordé ici, merci de compléter l'article en donnant les références utiles à sa vérifiabilité et en les liant à la section « Notes et références ».
Ivan Peychès (1906-1978) est un ingénieur et chercheur français, spécialiste du verre, directeur scientifique de Saint-Gobain et membre de l'Académie des Sciences.
Sa famille originaire de Libourne et de Montguyon s'est aussi illustrée en la personne de Maurice Peychès décédé à Genève en 1950. Cet ingénieur, grand-oncle d'Ivan Peychès, dirigea les chemins de fer d'Alsace-Lorraine à l'issue de la Première Guerre mondiale et présida à la construction de ceux du couloir de Dantzig et de Santa Fe.

## Biographie

### Jeunesse et formation
Né à Libourne le 2 février 1906, Ivan Peychès est le fils d'Albert Peychès et d'Angèle Jubili. Il fréquente l'école Saint-Jean et l'institution Montesquieu de Libourne avant d'étudier à la Faculté des Sciences de Bordeaux puis à celles de Strasbourg et de Paris.
En 1931, à Libourne, il épouse Elena Dubourg.
Agrégé de physique puis Docteur ès-sciences, Ivan Peychès aura pour maîtres les professeurs Gustave Ribaud, Eugène Darmois et Charles Fabry. En 1937 il entre à la Compagnie de Saint-Gobain, après un court passage dans l'enseignement au Lycée de Rochefort. En 1939, le lieutenant Peychès est mobilisé et fait prisonnier quelques mois plus tard à l'Oflag IV D avant d'être libéré en 1941.

### Recherche
La qualité de ses recherches et de ses découvertes dans les domaines de la fabrication et de la connaissance des verres le conduisent vite à la tête de la direction des recherches de cette grande société.
Animant une équipe de plus de 500 chercheurs, il a été le créateur du procédé Tel, utilisé ensuite dans le monde pour la fabrication industrielle de la laine de verre.
On lui doit aussi le procédé Jusant. Ce dernier a permis, à l'époque, de fournir les plus grandes glaces du monde, notamment celles de la Maison de Radio France à Paris.
Pour couronner une carrière entièrement consacrée à la recherche, Ivan Peychès sera élu le 12 mai 1969 à l'Académie des sciences au siège successivement occupé par Louis Lumière, l'inventeur du cinématographe, et Hippolyte Parodi, père de l'électrification des chemins de fer. Son épée d'or et de verre fut dessinée par un ami de captivité, le célèbre maître-verrier de réputation internationale, Max Ingrand. Alfredo Barbini réalisa à Venise la lame de verre et l'ensemble fut monté à Paris par l'orfèvre Arthus-Bertrand.
Trempée chimiquement, la lame est incassable. L'épée de verre du Commandant Jacques-Yves Cousteau, reçu à l'Académie Française en 1988, bénéficia également de cette même trempe.
Ivan Peychès était aussi Officier de la Légion d'honneur (1962) et titulaire de nombreux prix.
Il reçut notamment : le prix ALCAN des Ingénieurs civils de France (1955), la médaille Lebeau de la Commission des hautes températures du CNRS (1961), le prix CAMERE de l'Académie des Sciences (1963) et la Grande Médaille de la Société d'Encouragement pour l'Industrie Nationale (1967). De prestigieuses distinctions étrangères lui furent remises. Il était ainsi détenteur du Ross Coffin Award de l'American Ceramic Society  (1950) et Fellow de la Société of Glass Technology (Royaume-Uni 1954).

## Un scientifique engagé
Doué d'une énergie exceptionnelle, Ivan Peychès va poursuivre jusqu'à sa mort, en 1978, ses nombreuses activités : président des ingénieurs civils de France, vice-président du conseil scientifique du Palais de la découverte à Paris, vice-président de la Société Chimique de France, Administrateur de l'ANVAR et fondateur de l'Association nationale des docteurs ès sciences (ANDèS). En juillet 1973, il présidera à l'UNESCO, le premier congrès mondial sur l'énergie solaire

## La réalisation d'un orgue
S'il pratiquait les arts plastiques, la musique tenait également une grande place dans la vie d'Ivan Peychès.
Pianiste, il possédait un demi queue Érard, compositeur, ses goûts l'ont vite porté vers l'orgue. Non content d'avoir réalisé deux orgues électroniques, il s'est attaché, dès 1965, à la fabrication, dans son salon, d'un instrument nouveau, doté de 1108 tuyaux (dont certains provenaient de l'orgue personnel du célèbre organiste Charles Tournemire) avec 28 jeux répartis sur 3 claviers et un pédalier.
Cet instrument entièrement restauré en 2003 par le facteur Villard et béni par Monseigneur Claude Dagens, évêque d'Angoulême, est aujourd'hui installé dans l'église de Mansle en Charente.

## Le prix et l'école "Ivan Peychès"
Depuis 1979, l'Académie des Sciences remet chaque année le prix « Ivan Peychès ». Ce prix est destiné à «  récompenser des travaux portant sur les applications de l'étude des matériaux non métalliques notamment vitreux ou de l'énergie solaire ou, à défaut dans le domaine des Sciences appliquées  ». L'école de Villevaudé (Seine-et-Marne) porte depuis 1992 le nom d'Ivan Peychès, en hommage à l'Académicien qui vécut dans cette commune de 1947 à sa mort, le 30 septembre 1978.
Ivan Peychès repose au cimetière de La Couarde-sur-Mer dans l'Île de Ré aux côtés de son épouse Elena décédée le 19 novembre 1992 à l'âge de 87 ans.